# Romanid nyelv
A romanid a mesterséges nyelvek egyike, kidolgozója Magyar Zoltán. Első nyelvtana 1956 májusában készült el; a szerző több tudományos társaságnak, szakembernek elküldte javaslattételre, átdolgozásra. Az új változat 1957 decemberében jelent meg A Romanid nyelv rövid nyelvtana címmel.
A romanid homogén, zonális, interlatinid naturalista nyelvtervezet. Az első kiadás előszavában a szerző a „legfejlettebb és legkorszerűbb műnyelvnek” nevezi. Véleménye szerint „egyszerű nyelvtani szerkezete és nemzetközi szókincse miatt igen könnyű megtanulni; a román és angolszász népek százmilliói pedig előtanulmány nélkül, első olvasásra megértik”. Magyar Zoltán szándéka szerint a romanid nemzetközi közvetítő nyelvnek készült. A tervezet azonban nem lett népszerű, a nyelvnek beszélői gyakorlatilag nincsenek.

## Rövid nyelvtan
A latin ábécé 25 betűjét használja fel. Az egyes hangokat 37 írásjel jelöli. A hangsúly vagy a szó végi hangtól vagy a szavak mondatbeli szerepétől függ, de jelöletlen. A helyesírás – bár egyszerűsített – szintén az újlatin mintákat követi.
A főnév hím- és nőnemű lehet, a megfelelő névelők: el/un, la/una; les. Az elvont főnevek névelője: lo (lo bel ‘a szép’, lo bon ‘a jó’). A főnév végződése szerint a többes szám jele általában -s vagy -es, de lehet -tes vagy -os is. A ragozás analitikus, 4 eset van (nominativus, accusativus, genitivus, dativus).
A melléknév minden esetben változatlan, fokozása analitikus.
Tőszámnevek tízig: zero, un, dos, tres, quatre, quinque, sex, septe, octe, nove, dece.
A személyes névmások: egyes szám 1. személy yo; 2. tu; 3. il, ella, id; többes szám 1. személy nos; 2. vos; 3. iles, ellas.
Igefajták: cselekvő, szenvedő, visszaható, műveltető. Igemódok: kijelentő, felszólító, feltételes és parancsoló. A kijelentő módban 4 idő van: jelen, múlt, jövő és befejezett jövő. Nincs kötőmód és időegyeztetés.
Mint a mesterséges nyelvek többségében, a mondattan kevéssé vagy egyáltalán nem kidolgozott; a szintaxist többnyire a minta(példa-)szövegekből kell levezetni. A romanid szókincse a latin, az újlatin és a görög szavak összetevéséből alakult ki elemző-levezető módszerrel (ld. interlingua). A szókincs gyarapításának módjai: átvétel a forrásnyelvekből és szóalkotás. A képzőrendszer nem túl gazdag.